# Xkcd
xkcd, đôi khi được viết là XKCD, là một trang web truyện tranh trực tuyến do Randall Munroe vẽ. Truyện tranh có khẩu hiệu là "một truyện tranh Web về lãng mạn, châm biếm, toán học, và ngôn ngữ." Munroe viết rằng tên của truyện tranh không phải là từ viết tắt từ chữ đầu mà "chỉ là một từ không có ngữ âm".
Các chủ đề của truyện tranh có thể có nội dung về cuộc đời và tình yêu – một số truyện tình yêu chỉ là tranh ghép với bài thơ – hoặc những trò đùa về toán học và khoa học. Một số truyện có hài hước đơn giản hoặc nhắc đến văn hóa đại chúng. Tuy truyện tranh có nhiều người que xuất hiện thường xuyên, nhưng truyện tranh thỉnh thoảng có thắng cảnh, mẫu toán học phức tạp như phân dạng (thí dụ số 17 "What If" có lưới Apollonius), hoặc mô phỏng kiểu vẽ của họa sĩ khác (thí dụ vào "Tuần nhại").
xkcd được phát hành theo Giấy phép Creative Commons Ghi công–Phi thương mại 2.5. Munroe ra số mới một tuần ba lần, vào thứ 2, thứ 4, và thứ 6; tuy nhiên truyện tranh từng được cập nhật mỗi ngày vào một số giai đoạn.
Từ tháng 7 năm 2012 trở về sau, Munroe cũng viết mục "xkcd What-If" mỗi thứ 3. Mục này nhằm mục đích trả lời các câu hỏi bất thường về khoa học do độc giả gửi. Các bài này pha trộn lời giải thích chính xác về toán học hoặc vật lý học với tranh vẽ hài hước thường có người que của xkcd. Những câu hỏi và trả lời này, sau này được tập hợp trong sách Nếu… thì? được phát hành tại Mỹ ngày 2 tháng 9 năm 2014.